# Cleptoparazitism

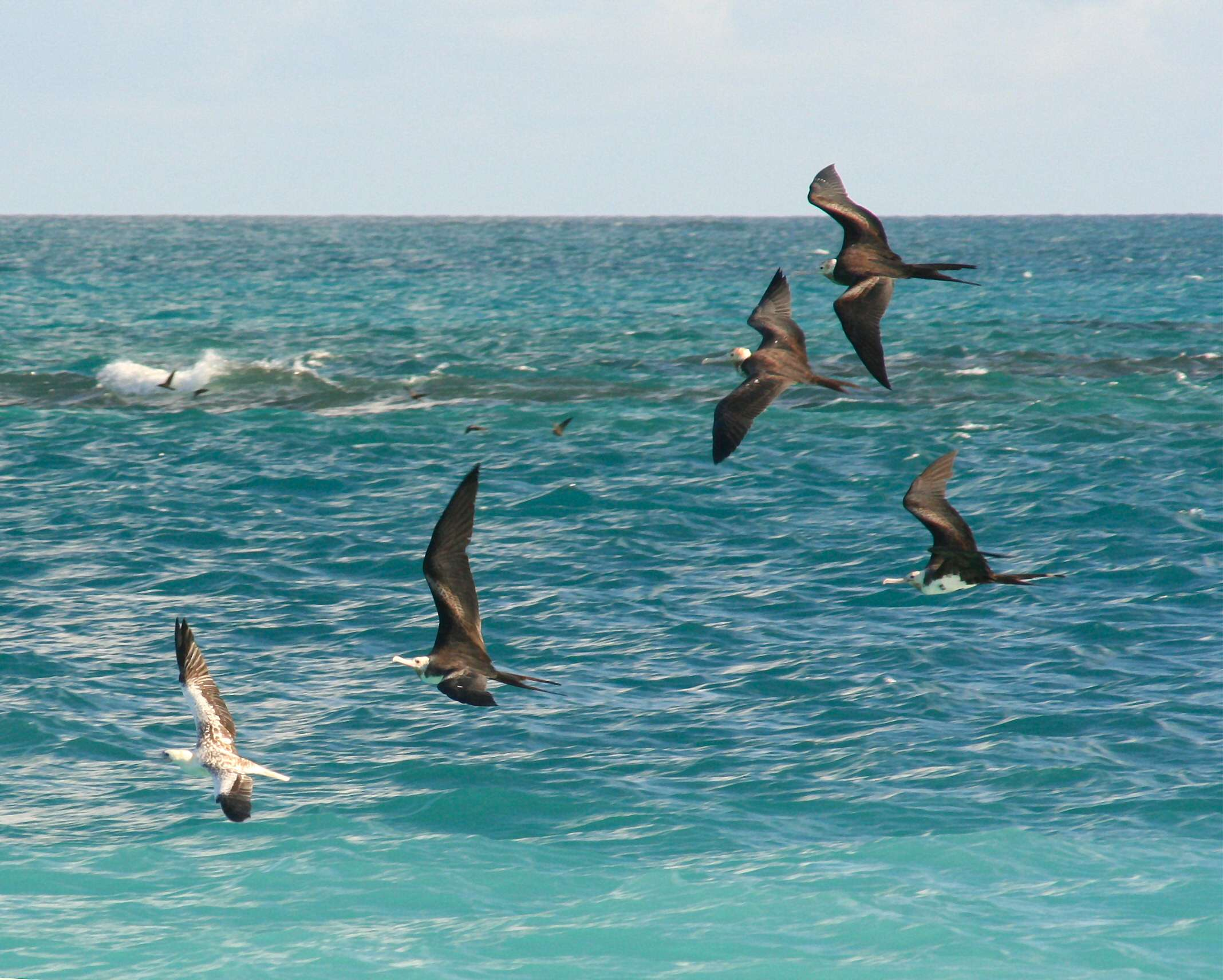
Fregata mare (Fregata minor) urmărind un corb de mare cu picioare roșii (Sula sula) pentru a-i fura mâncarea.

Cleptoparazitismul (din greaca kleptēs = hoț + parazit) este o formă de parazitism în care un animal fură hrana sau prada prinsă, depozitată sau ascunsă de alt animal. Hrana poate fi furată forțat de la alt animal sau în secret, în timpul absenței proprietarului. Cleptoparazitismul este întâlnit la insecte, pești, reptile, păsări, mamifere, uneori la om. De ex. lupii de mare și fregatele urmăresc într-un zbor rapid continuu și îndeaproape pescărușii, chirele sau alte păsări marine, forțându-le să-și arunce prada pe care lupii de mare sau fregatele o iau din zbor. 
Altă formă de cleptoparazitism este întâlnită la unele păsări care fură materialul pentru cuib de la alte păsări.

## Legături externe
Materiale media legate de Cleptoparazitism la Wikimedia Commons